# 青木秀加
青木 秀加（あおき ひでか、1983年6月30日 - ）は、日本のタレント。

## 略歴
芸能人女子フットサルチーム「chakuchaku J.b」に所属していたが、2006年12月28日付で退団。現在、書道家として活動中。

## 出演

### バラエティ
- 商品降臨（テレビ東京）
- 森下千里のファミナビ
- いま得!（テレビ朝日）
- J-LIVE TV（エンタメBB放送局）
- ぷっちぬき（テレビ東京）
- さんまのSUPERからくりTV（TBS）
- 競馬ワンダラー2（グリーンチャンネル）
- うたばん（TBS）
- ものまねバトル（[日本テレビ]）

### ラジオ
- おやじでいこう!（ラジオ日本）

### 舞台
- ピヴォ☆ガール（2006年1月）
- IMAGINE 9.11（2006年8月 - 9月）

## 作品

### DVD
- 温泉天使
- Aoki Hideka